# Griego homérico
Se llama griego homérico, lengua homérica o dialecto homérico (en griego moderno: Ομηρική διάλεκτος u Ομηρικά ελληνικά; latín: Sermo Homericus o lingua Homerica) a la variante del griego empleada por Homero en la Ilíada y la Odisea.
Esta lengua épica, ya arcaica en el siglo VIII a. C., se basa fundamentalmente en el dialecto jónico, con características tomadas del dialecto eolio. Alterna formas arcaicas y clásicas. Durante la antigüedad, estas particularidades eran explicadas por las mejores necesidades de la métrica griega. Los escoliastas y los gramáticos, como Eustacio de Tesalónica, hablan de la «obligación del metro» (griego antiguo ἀνάγκη τοῦ μέτρου), en su adaptación al hexámetro dactílico.

## Aspectos históricos, sociales y culturales
Los especialistas modernos han retomado este análisis, mostrando que esta obligación cuida la preservación de las formas arcaicas, la introducción de noticias o incluso la creación de formas artificiales. Para Milman Parry, la existencia de esta lengua, artificial y adaptada a las necesidades específicas del poeta, prueba que era tradicional y empleada por todos los aedos de la época homérica. Este postulado ha formado la base de su tesis de la oralidad y de sus explicaciones sobre el epíteto homérico.
Hubo composiciones en griego homérico tan tardías como en el siglo III a. C., a pesar de que su declive fue inevitable con la expansión del griego koiné.

## Descripción lingüística

### Clasificación
El griego homérico es un dialecto literario del griego antiguo que principalmente se basa en el griego jónico de su época, con algunas formas procedentes del griego eólico y sólo un puñado de formas arcado-chipriotas, además tiene ciertas influencias del griego ático literario.

### Gramática
Al contrario que otras formas más modernas del griego, el homérico no tenía un verdadero artículo formado tal y como se conoce en griego clásico, sino que se utiliza en contadas ocasiones y en la mayoría de los casos como relativo.

### Fonética y fonología

#### Vocales
- De manera general, la alfa larga del jónico-ático es remplazada en jónico por una eta: ἡμέρα > ἡμέρη ‘día’, Ἣρα > Ἣρη ‘Hera’. Las ᾱ conservadas se explican por un alargamiento compensatorio -un eolismo- (θεά ‘diosa’), en definitiva, un alargamiento de una alfa corta ᾰ por necesidades métricas. Este alargamiento métrico se halla también en la transformación ε > ει o ο > ου.
- Homero se sirve a menudo de formas no contractas  por arcaísmo: ἄλγεα por ἄλγη ‘dolor’.
- Las vocales finales no sufren metátesis de cantidad vocálica:[2]  βασιλῆος, no βασιλέως ‘rey’.
- Existen formas que sufren una distensión, es decir, que de una larga acentuada puede nacer una corta: εἰσοράσθαι > εἰσοράασθαι.
- El apócope es automático para ciertas preposiciones παρά, κατά o ἀνά, pero afecta también a muchas otras palabras. Se suele atribuir a un fenómeno de asimilación.

#### Consonantes
- Homero conserva la doble sigma del jónico y del ático antiguo allí donde el ático-jónico la acabó cambiando por una doble tau. Hay vacilación entre formas con sigma simple y doble por motivos de prosodia y análisis métrico.
- También por motivos de prosodia y análisis métrico, aunque se usa la digamma que había desaparecido hacia el primer milenio a. C.: ἐσθλὸν δ’ οὔτέ τί πω [Ϝ]εἶπες [Ϝ]έπος οὔτ’ ἐτέλεσσας, Ilíada, canto I, verso 108.
  - En el inicio de palabra, la digamma permite evitar hiatos.
  - En el interior de una palabra evita la contracción.
  - También puede alargar una vocal mediante su desaparición: κούρη por κόρη.
- El dialecto homérico presenta psilosis[3] (desaparición del espíritu áspero [h] al inicio de palabra):[4] ἥλιος > ἠέλιος ‘sol’. Esta característica la comparte con el eólico.

### Morfología
Determinadas terminaciones adverbiales se usan en la declinación: -θεν para el genitivo y -φι para el dativo.

#### Primera declinación
- Algunos masculinos, usados en los epítetos homéricos, tienen un nominativo en alfa breve: Homero utiliza ἱππότᾰ, hippotă en lugar de ἱππότης, hippótês (caballero).*
- El genitivo masculino acaba en -εω (Πηληιάδεω Ἀχιλῆος «Aquiles, hijo de Peleo» la Ilíada, primer verso), aunque subsisten formas arcaicas en -ᾱο (Ἀτρείδαο o Αἰακίδαο) o -ω (εὐμμελίω).
- En el genitivo plural, se usa una terminación para la forma no se reduce, -αων (θεῶν → θεάων), de origen dórico.
- En el dativo plural, se usa la forma no larga: -ησι o con la iota suscrita en la eta.

#### Segunda declinación
- El genitivo singular tanto puede ser el arcaico -οιο como el clásico -ου.
- De la misma manera, en el dativo plural se alternan -οισι y -οις.

#### Tercera declinación
- El dativo plural puede acabar en -εσσι.
- El modelo πόλις hace el genitivo en -ιος y el dativo en -ι.
- El modelo βασιλεύς a veces acaba en -η.

#### Conjugación verbal

##### Verbo ser
Se pueden encontrar numerosas formas irregulares:
- ἔσσι — εἶ
- ἔσσεαι — ἔσει
- ἔσσεται — ἔσται
- ἔην / ἦεν — ἦν
- ἔσαν — ἦσαν